# Maisprach
Maisprach es una comuna suiza del cantón de Basilea-Campiña, situada en el distrito de Sissach. Limita al norte con la comuna de Möhlin (AG), al noreste con Zeiningen (AG), al sureste con Buus, al suroeste con Wintersingen, al oeste con Magden (AG).